# Dąbkowice Dolne
Dąbkowice Dolne is een plaats in het Poolse district  Łowicki, woiwodschap Łódź. De plaats maakt deel uit van de gemeente Łowicz en telt 309 inwoners.